# Брусен (Софийска област)
Вижте пояснителната страница за други значения на Брусен.
 Тази статия е за селото в Област София.  За другото българско село с това име вижте Брусен (Област Враца).
Брусен е село в Западна България. То се намира в Община Етрополе, Софийска област.

## География
Село Брусен се намира в полите на Стара планина, на границата между Етрополския и Тетевенския Балкан, на 18 км североизточно от Етрополе и на 90,7 км от София. Брусен е едно от най-живописните села, не само в етрополска община, но и в Софийска област. Надморската му височина е 540 метра. Най-високата точка на землището е местността Тръсишето – 1250 метра. На изток граничи с Полатен и Черни вит, а на запад със село Лопян, на север с Малки Искър и Голям извор, а на юг със село Ямна.
Климатът в района на село Брусен е умерено-континентален с изразено влияние на Стара планина. В по-високите планински райони на селото климата е преходно-планински и планински. Характеризира се със сравнително благоприятен климат, както през зимата, така и през лятото. Зимата продължава от средата на ноември до началото на април. Снежната покривка се задържа около 4 месеца. Дебелината на снежната покривка в края на февруари, началото на март е в ниските части-40 до 60 см, в по-високите планински части достига 110 до 130 см. В най-високата част, която е вододелното било на Стара река и река Малки Искър (там се намират тракийската крепост „Чертиград“, местностите „Лескова вода“ и „Просеката“) снежната покривка е обилна-от 160 см. до 200 см. Надморската височина на най-високата част в планинския район е 1436 м.

## История
Населението на село Брусен винаги е било чисто българско. Около Освобождението тук са живеели около 1000 души. След това нараства до 2000, а през 1957 г. остават
493 домакинства.
Всички в селото говорят на чист български език, Търновски диалект. Вярата е източноправославна.
Цигани и други етноси няма.

## Културни и природни забележителности
„Чертиград“ – стара тракийска крепост 4-5 век пр.н.е. Надморска височина от 1226 до 1270 м.

## Редовни събития
На 26 юни всяка година се чества годишнина от Брусенска битка, където отдават живота си 19 партизани от Партизански отряд „Георги Бенковски“ (Червен бряг). В тяхна чест е построен паметник. На 2 май всяка година се организира поход до тракийската крепост „Чертиград“. Тази традиция датира от 1962 г., когато се правят разкопките на крепостта от проф. Велизар Велков. На огромната поляна до крепостта се пекат пържоли, шишове и се пие брусенска сливова ракия. Вечерта продължава по кръчмите на селото.

## Снимки
- Панорамен изглед към селото
- Кметството
- Читалище „Никола Вапцаров“
- Паметникът на Незнайния воин
- Църквата в селото
- Центърът

## Други
- Документ от 1645 г., който описва спорните мери между селата Лопян и Брусен.